# Shirō Ken
Shirō Ken (jap. 拳 四朗, Ken Shirō, eigentlich: Kenshirō Teraji (寺地 拳四朗, Teraji Kenshirō); * 6. Januar 1992 in Jōyō, Präfektur Kyōto, Japan) ist ein japanischer Boxer im Halbfliegengewicht und aktueller ungeschlagener WBC-Weltmeister. 
Diesen Titel eroberte Shiro im Alter von 25 Jahren am 20. Mai im Jahre 2017, als er den Mexikaner Ganigan López in dessen zweiten Titelverteidigung durch Mehrheitsentscheidung schlug. Es war erst Shiros zehnter Profikampf.